# 悪魔の取り分
悪魔の取り分（あくまのとりぶん、英: Devil’s cut）は、蒸留酒やウイスキーなどの酒類を熟成させて取り出したときに、木の樽に染み込んでしまったために取り出すことができず、残ってしまった分の酒を指す。これは、バーボン・ウイスキーを熟成させる際には新品の樽を使うため、発生する。
この名前は、酒類の熟成中に、その中に含まれる水分やアルコール分が蒸発する代わりに良い香りを残す「天使の取り分」に対してつけられた。
蒸発してしまうために味わうことができない「天使の取り分」に対して、「悪魔の取り分」は樽に水を入れて揺することで僅かながら、目減りしてしまった分を抽出し、飲むことができる。
例えば、ジム・ビームが製造する「ジム・ビーム デビルズカット」は、ジムビームを瓶の中に入れる時の加水として悪魔の取り分を使用した飲み物である。
悪魔の取り分の量は、酒に含まれているアルコール度数には影響されないものの、使用されている木の多孔性に影響される。